# Sather
Satherはカリフォルニア大学バークレー校(UCB) と提携し、ICSI(International Computer Science Institute)によって開発されたオブジェクト指向プログラミング言語である。
言語仕様は、初期にはEiffelのサブセットであり、言語の基本的な枠組みや構文や表記もEiffelから大きく影響を受けている。Satherの名称もEiffel Towerに対し、カリフォルニア大学バークレイ校の構内にある、同校のシンボル的存在「Sather Tower」からとっている（塔つながり）。しかし、後には独自の拡張・工夫が、特に効率の面で多くなされている。

## 特徴
Satherは、ガベージコレクションを持ち、強く型付けされた、多重継承をベースにしたオブジェクト指向言語である。パラメータ化されたクラス、インタフェースの継承と実装の継承(include)の分離、動的ディスパッチ、イテレータ、高階手続き、例外処理、契約プログラミングなどの機能を持つ。
SatherはEiffelと同様にC言語にコンパイルされる。
pSatherはSatherの並行処理拡張版であり、分散処理にも対応する。